# Виаль, Пьер-Александр
Пьер-Александр Виаль (фр. Pierre-Alexandre Vial; род. 25 мая 1975) — французский легкоатлет, специалист по многоборьям. Выступал за сборную Франции по лёгкой атлетике в 1994—2001 годах, чемпион Средиземноморских игр в Бари и Игр франкофонов в Оттаве, бронзовый призёр молодёжного чемпионата Европы, победитель Кубка Европы в командном зачёте.

## Биография
Пьер-Александр Виаль родился 25 мая 1975 года.
В 1994 году вошёл в состав французской национальной сборной и выступил в десятиборье на юниорском мировом первенстве в Лиссабоне.
В 1995 году на Кубке Европы по легкоатлетическим многоборьям в Вальядолиде занял восьмое место в личном зачёте и помог своим соотечественникам выиграть серебряные медали мужского командного зачёта. Будучи студентом, представлял страну на летней Универсиаде в Фукуоке — провалил все попытки в прыжках в высоту и не показал здесь никакого результата.
На Кубке Европы 1996 года в Лаге с французской сборной вновь стал серебряным призёром командного зачёта.
В 1997 году одержал победу на Средиземноморских играх в Бари, взял бронзу на молодёжном европейском первенстве в Турку, уступив в программе десятиборья только немцу Клаусу Изекенмайеру и украинцу Александру Юркову. На взрослом чемпионате мира в Афинах с результатом в 7708 очков занял итоговое 19-е место.
На домашнем Кубке Европы 2001 года в Арле стал пятым в личном зачёте и выиграл командный зачёт. Также в этом сезоне побывал на Играх франкофонов в Оттаве, откуда привёз награду золотого достоинства.
В 2002 году на соревнованиях в Арле установил свой личный рекорд в десятиборье — 7989 очков.
Впоследствии оставался действующим спортсменом вплоть до 2007 года, хотя в последнее время уже не показывал сколько-нибудь значимых результатов на международной арене.